# Les Frères McMullen
Pour plus de détails, voir Fiche technique et Distribution.
Les Frères McMullen (The Brothers McMullen) est une comédie dramatique américaine réalisée par Edward Burns et sortie en 1995. Il s'agit du premier film distribué aux États-Unis par Fox Searchlight Pictures, filiale de 20th Century Fox. Le film a reçu le grand prix du jury du Festival de Sundance en 1995.

## Synopsis
Trois frères irlando-américains et catholiques vivant à Long Island, dans l’État de New York, évoquent leurs vues sur l'amour, le sexe, la religion, la famille.

## Fiche technique
- Titre : Les Frères McMullen
- Titre original : The Brothers McMullen
- Réalisation : Edward Burns
- Scénario : Edward Burns
- Sociétés de production : Fox Searchlight Pictures et Brothers McMullen Productions
- Société de distribution : Twentieth Century Fox, UGC
- Musique : Séamus Egan
- Photographie : Dick Fisher
- Montage : Dick Fisher
- Pays de production : États-Unis
- Durée : 98 minutes
- Date de sortie : 
  - États-Unis : 21 janvier 1995 au Festival du film de Sundance
  - France : 15 novembre 1995
- Budget : 238 000 $

## Distribution
- Shari Albert : Susan
- Maxine Bahns : Audrey
- Catherine Bolz : Mrs. McMullen
- Connie Britton (VF : Catherine Le Hénan) : Molly McMullen
- Edward Burns (VF : Bernard Gabay) : Barry « Finbar » McMullen
- Peter Johansen : Marty
- Jennifer Jostyn : Leslie
- Michael McGlone (VF : Guillaume Orsat) : Patrick McMullen
- Elizabeth McKay : Ann
- Jack Mulcahy : Jack McMullen

## Accueil
Les Frères McMullen est apprécié par la critique : Roger Ebert loue les réflexions sur la morale et les choix donnés aux personnages ; dans le New York Times, la critique Janet Maslin qualifie l'intrigue de simple mais efficace et salue un « film immensément appréciable »,. Sur Rotten Tomatoes, le film est qualifié de « frais » à 91% avec 35 critiques répertoriées.
En 1995, le film reçoit le grand prix du jury du festival du film de Sundance, le prix du meilleur premier long métrage lors des Film Independent's Spirit Awards et le prix du jury au festival du cinéma américain de Deauville.